# Monumentet över Giordano Bruno

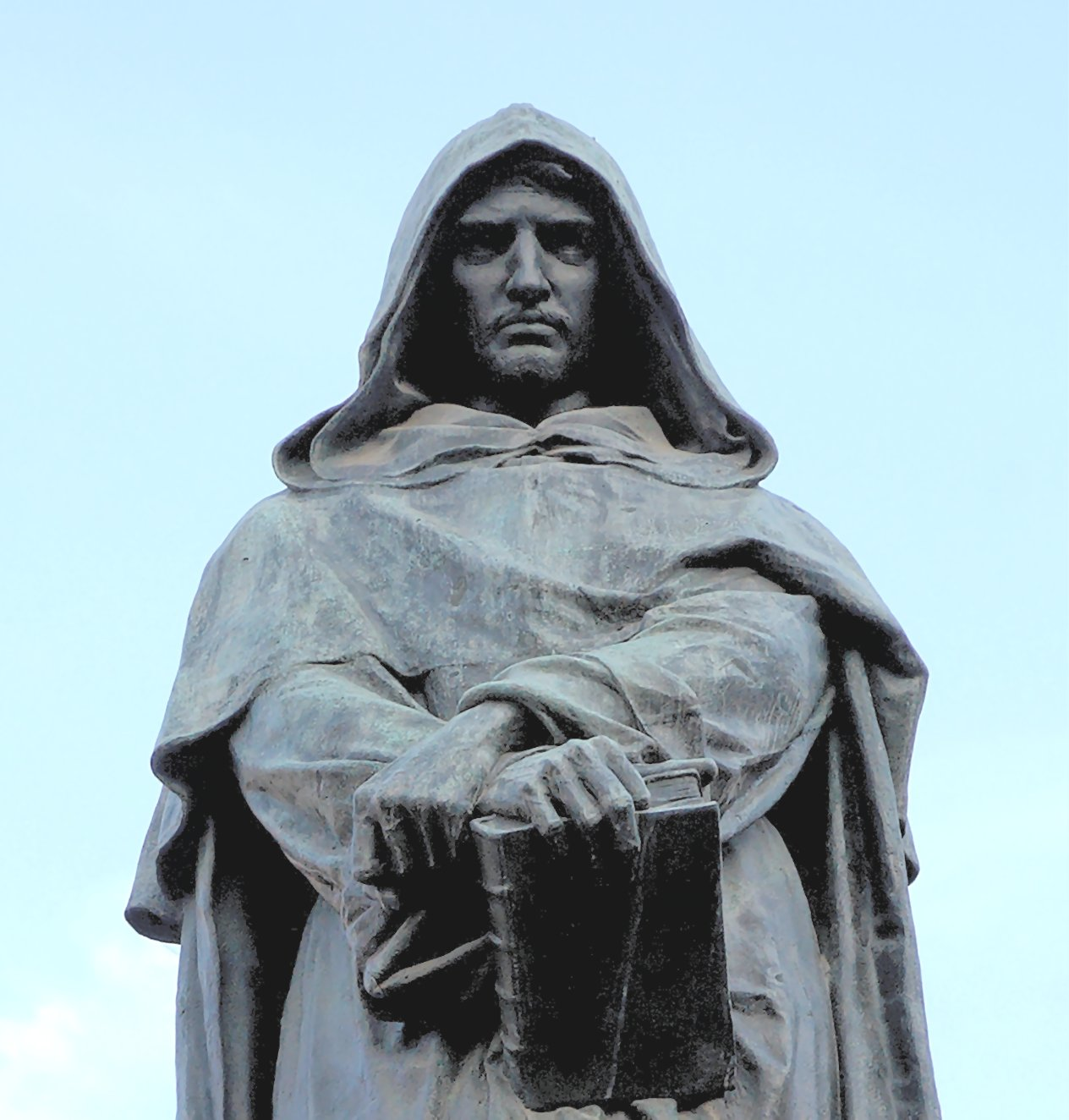
Detalj av skulpturen.

Monumentet över Giordano Bruno är invigt åt den italienske filosofen Giordano Bruno och står på Campo dei Fiori i Rom, där han år 1600 brändes på bål som kättare. Monumentet invigdes den 9 juni 1889. Invigningen föregicks av långdragna diskussioner, då Romersk-katolska kyrkan med påve Leo XIII motsatte sig projektet.

## Historia
Skulptören Ettore Ferrari (1845–1929) fick uppdraget att utföra monumentet över Giordano Bruno. Ferraris första version från 1879, som framställer Bruno med en trotsig gest inför inkvisitionsdomstolen, avvisades och Ferrari presenterade år 1887 det slutgiltiga förslaget. Bruno avbildas samlad med händerna i kors över sin bok och blicken rakt fram. Granitpiedestalen visar reliefer med viktiga händelser i Brunos liv samt medaljonger med porträtt av tänkare som utmanat den kyrkliga makten.

## Bilder
| - Piedestalens medaljoner och reliefer - Inskriptionen IX GIVGNO MDCCCLXXXIX ⋅ A BRVNO ⋅ IL SECOLO DA LVI DIVINATO QVI DOVE IL ROGO ARSE. Medaljongerna föreställer Paolo Sarpi och Tommaso Campanella. - Relief föreställande Giordano Bruno i talarstolen. Medaljongerna föreställer Petrus Ramus och Lucilio Vanini. |

| - Piedestalens medaljoner och reliefer - Relief föreställande Giordano Bruno inför inkvisitionstribunalen. Medaljongerna föreställer Aonio Paleario och Miguel Serveto. - Relief föreställande Giordano Bruno på bålet. Medaljongerna föreställer John Wycliffe och Jan Hus. |